# 岡崎裕子
岡崎 裕子（おかざき ゆうこ、1976年 - ）は、東京都生まれの陶芸家である。

## 人物
1997年に株式会社イッセイミヤケに入社。
2000年に森田榮一を訪ね弟子入りし師事する。
2004年に茨城県笠間市窯業指導所に入所。2007年神奈川県横須賀市芦名に築窯して独立した。
白を基調としたトンボモチーフの器などの作風。
既婚者。（ブログなどの発言から）。2011年4月22日のブログにて女児を出産したと報告。

## メディア掲載
- 2009年2月1日に『pen』（阪急コミュニケーションズ）：アートページにて初個展紹介記事が掲載。
- 2009年11月30日に『giorni vol.4』（実業之日本社）：巻頭特集にて陶房および住居紹介記事が掲載。
- 2009年12月1日に『Grazia 1月号』（講談社）：特集記事「職人を目指す女たち」で岡崎裕子について掲載。
- 2009年12月27日『テレビ朝日系列全国ネット「美女に学ぼう！かしこくステキライフ」』に出演。

## CM出演
- スズキ　スズキ・アルト「かしこくステキな女性達」篇 (2009年12月)‐30秒篇では紫舟(書家)、梅沢由香里(女流棋士)と共演
- グリコ・ZEPPIN (2010年)
- 三菱地所レジデンス・The Park House (2017年)